# Jelenetek egy házasságból
A Jelenetek egy házasságból (Scener ur ett äktenskap) Ingmar Bergman svéd filmdrámája, melyet 1973-ban mutattak be. Készült belőle egy televíziós miniszéria is 6 epizóddal.

## Filmről
A Jelenetek egy házasságból Bergman egyik legjelentősebb és legnépszerűbb filmje. A kor röntgenlenyomata a konvencionális és kispolgári házasság kudarcáról. Két remek színész, Liv Ullmann és Erland Josephson – akik egyúttal Ingmar Bergman állandó színészei és barátai – játsszák el a kétpólusú világ, a nő és férfi konfliktusokkal teli életét. Ingmar Bergman három hónapig írta könyvét, de egy fél élet tapasztalatai sűrűsödnek benne. „Valahogy megszerettem ezt a két embert, míg velük foglalkoztam. Eléggé ellentmondásosak lettek, néha félénkek, gyerekesek, néha egészen felnőttek. Rengeteg butaságot összebeszélnek, néha meg valami okosat mondanak. Félénkek, vidámak, önzők, buták, kedvesek, okosak, önfeláldozók, ragaszkodók, mérgesek, szelídek, szentimentálisak, kiállhatatlanok és szeretetre méltók. Egyszerre.” – írja róluk Bergman.

## Szereplők
- Liv Ullmann (Marianne) (Halász Judit; Udvaros Dorottya)
- Erland Josephson (Johan) (Szabó Ottó; Tordy Géza)
- Bibi Andersson (Katarina) (?; Igó Éva)
- Jan Malmsjö (Peter) (?; Dunai Tamás)
- Gunnel Lindblom (Eva)
- Barbro Hiort af Ornäs (Jacobiné) (?; Mednyánszky Ági)

## Epizódok tartalma
| # | Cím                                                      |
| --- | -------------------------------------------------------- |
| 1 | „Ártatlanság és pánik”                                   |
| A történet egy felületes és vidám interjúval kezdődik, amit Johan és Marianne ad egy női magazin riporterének. Peter és Katarina látogatást tesz náluk vacsoránál, kegyetlenül megalázzák egymást, amikor Marianne azon siránkozik, hogy képtelen kifejezni önmagát. Marianne terhes, de sajnálkozva abortuszt követ el. |                                                          |
| 2 | „A szőnyegalásöprés művészete”                           |
| Marianne megpróbál kihátrálni a vasárnapi közös ebéddel szüleivel, de nem sikerül, és rájön, hogy milyen nehéz megfelelni más emberek elvárásainak. |                                                          |
| 3 | „Paula”                                                  |
| A pár visszavonul a vidéki házukba. Később Johan otthagyja Mariannet és Paulaval kezd találkozgatni. |                                                          |
| 4 | „Siralomvölgy”                                           |
| Johan kiábrándul szeretőjéből és ismét Mariannet kezdi látogatni. Megegyeznek a válásban, de képtelenek aláírni a papírokat. Szeretkezni próbálnak, de Johannak nem lesz erekciója. |                                                          |
| 5 | „Analfabéták”                                            |
| Marianne és Johan a férfi irodájában találkoznak, hogy aláírják a válókeresetet, de Johan visszautasítja. Kíméletlen veszekedés alakul ki kettejük között. |                                                          |
| 6 | „Az éjszaka közepén egy sötét házban valahol a világban” |
| Marienne és Johan már más valakikkel házasok, de boldogtalanok. Megegyeznek, hogy újra találkoznak. A házban Marianne aprónak és sérülékenynek találja Johant, és ez meghatja. Bevallja, hogy élvezi a szex azon módját jelenlegi férjével, ahogy Johannal sosem csinálták, ez felidegesíti Johant. Bár azt is hozzáteszi, hogy mindig is érzett egyfajta felelősségérzetet és kötődést Johanhoz. Az egész éjszakát átbeszélik mire elalszanak. Amikor Marianne felriad egy rémálomból Johan kezdi csitítgatni, és összebújva fekszenek az ágyon. Johan kijelenti, hogy ők érzelmi analfabéták, és mint annyi más ember, képtelenek a házaséletre. |                                                          |

## Díjak, jelölések
- Golden Globe-díj (1975)
  - díj: legjobb külföldi film
  - jelölés: legjobb női főszereplő – Liv Ullmann
- David di Donatello-díj (1975)
  - díj: legjobb külföldi színésznő – Liv Ullmann
- BAFTA-díj (1976)
  - jelölés: legjobb női főszereplő – Liv Ullmann